# Callichroma albitarse
Callichroma albitarse är en skalbaggsart som beskrevs av Hintz 1919. Callichroma albitarse ingår i släktet Callichroma och familjen långhorningar. Inga underarter finns listade.